# 全氟己烷
全氟己烷（C
6F
14），又称十四氟己烷，是一种碳氟化合物。它是己烷的衍生物，其中所有的氢原子都替换成氟原子。由于它沸点为56 °C，熔点为−90 °C，它出现于电子器件冷却液/隔热材料Fluorinert的一个配方中，在低温下使用。它无色无臭。它与常见的烃类不同，碳主链呈螺旋形。